# 배지 맨
배지 맨(Badge Man)은 1963년 11월 22일 딜리 플라자에서 발생한 존 F. 케네디 미국 대통령 암살 사건의 메리 무어먼 사진에 나타났다고 알려진 인물이다. 음모론자들은 이 인물이 잔디 언덕에서 대통령에게 총을 발사하는 저격수라고 주장해 왔다. 소문난 총구 섬광이 많은 세부 사항을 가리고 있지만, 배지 맨은 경찰 제복을 입은 사람으로 묘사되어 왔다. 그 명칭 자체는 가슴에 있는 밝은 점, 즉 빛나는 배지를 닮았다고 하는 점에서 유래했다.
무어먼의 사진은 총알이 케네디의 머리를 강타한 지 몇 분의 1초 만에 촬영되었다. 이 사진은 하원 암살 조사 특별 위원회에 의해 분석되었지만, 숨겨진 인물의 증거는 발견되지 않았다. 1983년 딜리 플라자 6층 박물관의 큐레이터 게리 맥은 고품질의 사진 사본을 입수했다. 맥은 보정 후 그림자 진 배경에서 자신이 배지 맨이라고 믿는 인물을 발견했다. 이 살해범으로 추정된 두 번째 총격수는 케네디 대통령 암살에 관한 여러 음모론에 등장했다.
사진 전문가들 사이에서는 이 이미지가 배지 맨이 인간 형상인지 아닌지를 판별하기에는 해상도가 부족하다는 것이 중론이다. 소문난 배지 맨은 암살 사건의 다른 어떤 사진에도 나타나지 않으며, 어떤 증인도 그를 보지 못했다. 전 로스앤젤레스 카운티 부지방검사 빈센트 버글리오시는 배지 맨 해석을 비판했으며, 분석가 데일 K. 마이어스는 비례적 불일치 때문에 실제 사람이 아니라고 주장했다. 이 형상은 실제로는 코카콜라 병의 광학적 왜곡이거나 단순히 다른 배경 요소라는 주장도 제기되었다.

## 무어먼 사진
제35대 미국 대통령 존 F. 케네디는 1963년 11월 22일 텍사스주 댈러스의 딜리 플라자를 지나가는 차량 행렬에 탑승해 있던 중 암살당했다. 암살 당시 댈러스 주민 메리 무어먼은 폴라로이드 카메라로 일련의 사진을 촬영했다. 그녀는 대통령 리무진, 에이브러햄 저프루더를 포함한 다른 가까운 목격자들, 두 명의 댈러스 경찰 오토바이 호위대, 그리고 차량 행렬 경로 옆의 "잔디 언덕"의 이미지를 포착했다. 배지 맨은 무어먼의 다섯 번째이자 가장 유명한 지역 사진에서 치명적인 총격이 가해진 순간 거의 정확히 볼 수 있다고 알려져 있다. 이 사진은 저프루더 필름 프레임 315와 316 사이, 즉 프레임 313에서 케네디 대통령이 머리에 총을 맞은 지 6분의 1초도 채 되지 않아 촬영된 것으로 추정된다.

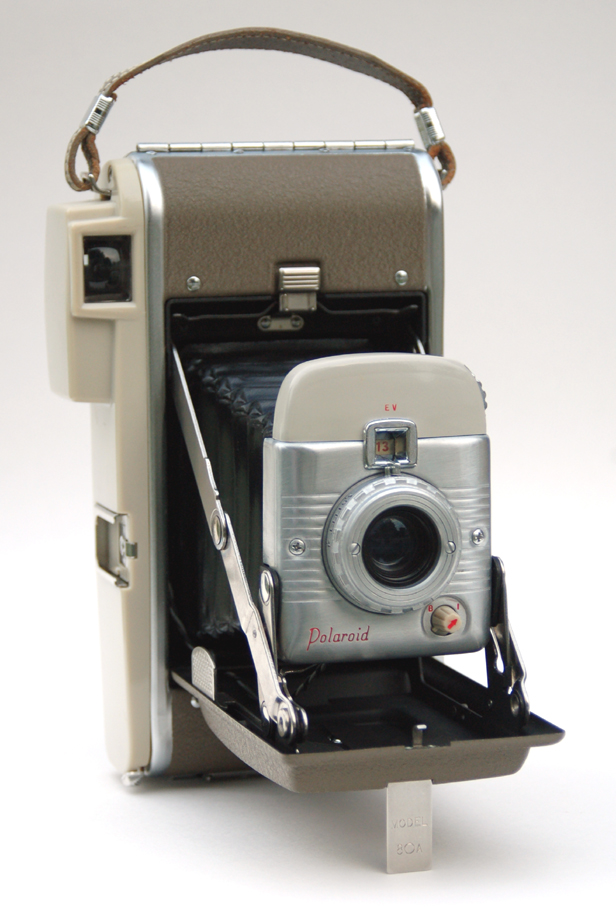
메리 무어먼은 폴라로이드 하이랜더 80A를 사용하여 사진을 찍었다.

총격 직후 경찰관들과 구경꾼들은 일부 목격자들이 총성이 발생했다고 믿었던 잔디 언덕으로 달려갔지만, 저격수는 발견되지 않았다. 워런 위원회는 리 하비 오스월드가 유일한 총격범이며, 그가 텍사스 교과서 보관소 건물에서 케네디를 쏘았다고 결론 내렸다. 음모론자들은 잔디 언덕 꼭대기의 나무 울타리 뒤에 암살자가 있었다고 추측한다. 무어먼은 래리 사바토에게 울타리 뒤에서 특별한 것을 보지 못했으며 자신의 사진에 두 번째 총격범이 드러났다는 주장에 대해 확신하지 못한다고 말했다.
무어먼의 사진은 워런 위원회의 1964년 보고서나 그 지지 문서에 포함되지 않았다. 무어먼은 위원회에 증언을 제공하라는 초대를 받았지만 발목 부상으로 연기를 요청했고, 다시 연락받지 못했다고 진술했다. 1970년대 후반, 미국 하원 암살 조사 특별 위원회 (HSCA)는 현재는 신뢰할 수 없게 된 음향 증거를 기반으로 잔디 언덕에 두 번째 암살자가 있었다고 결론 내렸는데, 이 사진을 조사에 중요한 자료로 여겼다.
HSCA 사진 증거 패널은 맨눈으로는 그림자 진 배경에서 어떤 인물도 찾을 수 없었다. HSCA는 이후 무어먼의 사진을 로체스터 공과대학교 (RIT)로 보내 확대, 보정 및 분석을 의뢰했다. RIT 보고서는 배경 어디에서도 인간 형상의 증거를 찾지 못했으며, 방책 뒤의 특정 영역은 너무 노출 부족이어서 어떤 정보도 얻을 수 없다고 판단했다. HSCA는 만약 무어먼의 사진이 "울타리 뒤의 인물로 해석될 수 있는 이미지를 포함하고 있지 않았다면, 음향 분석에 대한 확인 증거가 부족하여 문제가 되었을 것"이라고 결론 내렸다. 조사된 사진은 원본이었으며, 그 시점에는 이미 크게 열화된 상태였다.

## 사진 보정

### 게리 맥
1983년 게리 맥은 열화된 원본보다 고품질의 8-by-10-인치 (200 mm × 250 mm) UPI 사본 메리 무어먼 사진을 입수했다. (이전 텍사스 교과서 보관소) 딜리 플라자 6층 박물관의 큐레이터인 맥은 회의론자 빈센트 버글리오시에 의해 몇 안 되는 존 F. 케네디 암살 음모론자 중 한 명으로 존경받는 인물로 묘사되었다. 그림자 진 배경에서 사람 얼굴처럼 보이는 것을 발견한 후, 맥은 친구이자 암실 기술자인 잭 화이트에게 사진을 연구하도록 연락했다. 보정 후 그들은 방책 뒤에 서 있는 댈러스 경찰관일 확률이 높은 제복을 입은 한 사람을 식별했으며, 그의 얼굴은 총구 섬광에 가려져 있었지만 가슴에 작은 밝은 물체가 보였다. 그들은 이것을 배지로 해석했고, 그래서 "배지 맨"이라 불리게 되었다.
맥, 화이트, 그리고 다른 음모론자들은 배지 맨을 고든 아널드의 주장과 연결시키려 시도했다. 사진을 분석할 때 맥은 처음에는 그 인물이 실제로 영화 카메라를 들고 잔디 언덕에 있었다고 주장한 군인 아널드일 수 있는지 고려했다. 1978년에 처음으로 나선 아널드는 자신이 암살을 촬영했으며, 총격 후 경찰관이 자신의 필름을 압수했다고 주장했다. 일부 이론가들은 이 경찰관이 배지 맨이기도 했다고 주장한다. 아널드는 해당 지역에서 촬영된 어떤 사진에도 보이지 않으며, 버글리오시는 이를 "아널드의 이야기가 조작되었다는 결정적인 사진 증거"라고 말한다.
화이트는 무어먼의 사진으로 계속 실험했다. 1980년대 중반, 그는 명암과 밝기를 향상시킨 새로운 채색 버전을 제작했으며, 이는 경찰관 형상이 더 선명하게 드러났다고 주장했다. 1988년 화이트는 배지 맨 뒤에 흰 셔츠와 아마도 안전모를 착용한 남자가 보인다고 주장했다. 그는 그를 "백업 맨"이라고 불렀다. 화이트는 또한 아널드가 배지 맨의 해부학적 오른쪽에 보인다고 주장했다.
많은 음모론들은 케네디가 딜리 플라자 전역에 배치된 여러 총격범에 의해 살해되었다고 주장한다. 배지 맨은 종종 잔디 언덕에서 치명적인 머리 총격을 가했다고 한다. 화이트의 작업이 특징적으로 등장하는 1988년 영국 다큐멘터리 시리즈 《케네디를 죽인 남자들》은 배지 맨이 프랑스 국적의 루시앵 사르티, 즉 용의 살인 청부업자였다고 제안한다. 다른 음모론자들은 배지 맨이 케네디 암살 직후 오스월드에게 살해된 댈러스 경찰관 J. D. 티핏이라고 주장했다. 이러한 주장에 대해 맥은 2006년에 자신의 입장을 명확히 했다. "저는 배지 맨이 언덕 저격수였다고 말한 적이 없습니다. 단지 가능성이라고 말했을 뿐입니다. 그게 전부입니다."

### 회의론

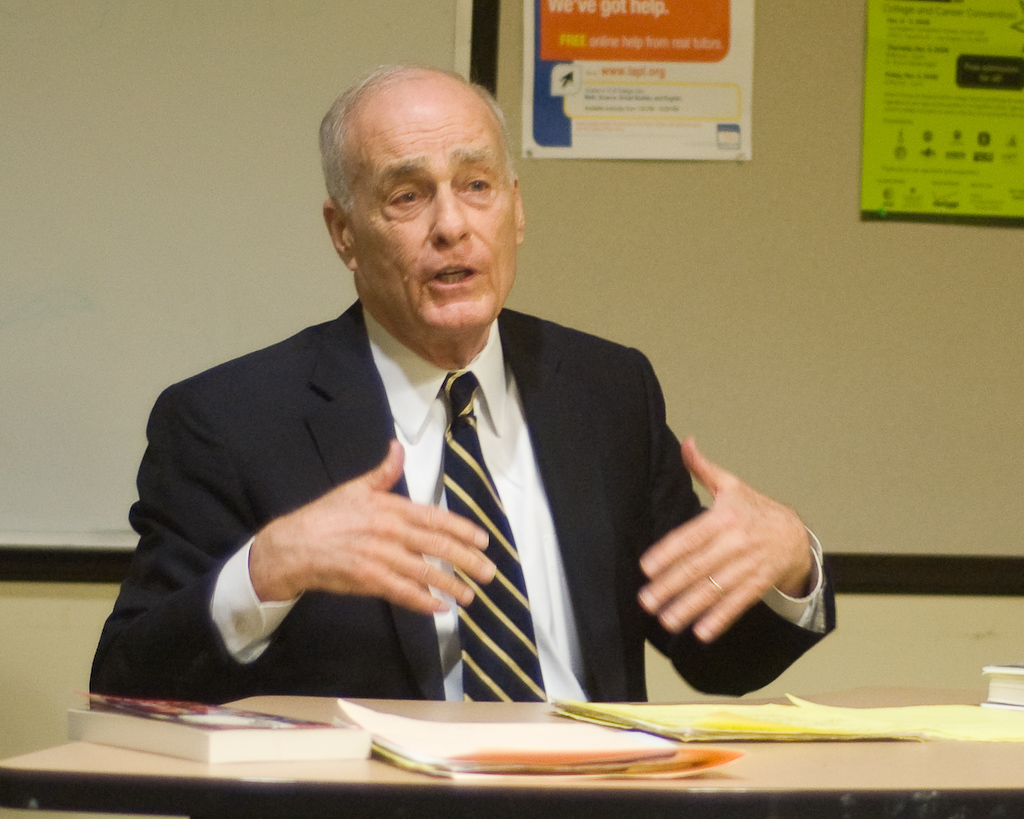
작가이자 전 로스앤젤레스 부지방검사인 빈센트 버글리오시는 배지 맨을 일축하며, "정밀 조사를 통해 이득을 얻지 못한다"고 언급했다.

배지 맨을 검증하기 위해 맥은 아이텍 사, 캘리포니아 공과대학교의 제트추진연구소, 그리고 매사추세츠 공과대학교의 전문가들을 포함한 제3자에게 사진을 분석하도록 의뢰했다. 사진 전문가들 사이에서는 배지 맨이 사람 형상인지 여부를 판단하기에는 사진의 해상도가 부족하다는 것이 중론이다. 사진 전문가 제프리 크롤리는 배지 맨이 사람이 아니라 분리된 배경 요소라고 결론 내렸다.
버글리오시는 배지 맨 사진의 불일치점을 지적했다. 그는 배지 맨의 배지가 five-피트-tall (1.5 m) 높이의 울타리 위로 보이려면 그 남자가 비정상적으로 키가 커야 하며, 그의 눈이 예상되는 저격 소총의 가설적인 조준경 근처에 있지 않다고 주장했다. 버글리오시는 맥이 총구 섬광으로 인해 무기의 존재를 확실히 식별한 적이 없다고 말한 점을 강조했다. 맥은 배지 맨이 암살 사건의 다른 어떤 사진에서도 식별되지 않았음을 인정했다. 더욱이 배지 맨은 잔디 언덕 목격자인 리 바워스나 근처에 있던 저프루더에게도 목격되지 않았으며, 어떤 목격자도 배지 맨이 서 있었다고 주장되는 곳 근처에서 댈러스 경찰관을 본 적이 없다고 보고했다.
연구원이자 컴퓨터 애니메이터인 데일 마이어스는 잔디 언덕 지역의 측정치에 따르면 alleged된 인물이 차량 행렬에 총을 발사하기에는 불가능한 위치에 있어야 했다고 주장하며, "만약 [배지 맨이] 평균 키와 체격의 실제 인간이었다면, 울타리선 뒤 32 피트 [9.8 m]에 위치하고 지상 4.5 피트 [1.4 m] 높이에 있었을 것입니다 – 이는 불합리하고 지탱할 수 없는 발사 위치입니다."라고 말했다. 그는 옹벽이 배지 맨의 총알을 막았을 것이라고 진술한다. 마이어스는 배지 맨이 단지 유리병에 반사된 햇빛에 불과하다고 제안했다. 코카콜라 병은 배지 맨 지역 근처의 퍼골라 벽에 놓여 있는 동시대 사진에 보인다.

## 같이 보기
- 바부슈카 레이디
- 블랙 도그 맨
- 세 명의 부랑자
- 우산 맨

## 내용주 및 각주

### 내용주
1. ↑  무어먼의 카메라가 사용한 폴라로이드 시리즈 30 필름은 품질 유지 및 지문 방지를 위해 보호 코팅이 필요했다. 이 코팅은 너무 늦게 또는 부적절하게 적용되어 원본 사진이 열화되었다. UPI 버전은 원본이 열화되기 전에 만들어졌다. 그러나 복제 과정의 특성상 이 이미지들은 당시 열화되지 않은 원본보다 해상도가 낮다.[1]
2. ↑  데일 마이어스는 백업 맨을 안전모 맨이라고 부른다.[1]
3. ↑  《케네디를 죽인 남자들》은 크롤리가 맥과 화이트의 연구를 "검증하고 복제했다"고 잘못 전달한다.[11]

### 인용된 저서
- Bugliosi, Vincent (2007). 《Reclaiming History》. W. W. Norton & Co. ISBN 978-0-393-04525-3.
- House Select Committee on Assassinations Final Assassination Report – Appendix to Hearings (보고서) VI. United States Government Printing Office. 1979.
- Hearings Before the President's Commission on the Assassination of President Kennedy. 《Warren Commission Hearings》 (보고서) VI (United States Government Printing Office). 1964.
- McAdams, John (2011). 《JFK Assassination Logic: How to Think About Claims of Conspiracy》. Potomac Books. ISBN 978-1-59797-489-9.
- Report of the President's Commission on the Assassination of President John F. Kennedy (보고서). United States Government Printing Office. 1964.
- Sabato, Larry J. (2014). 〈Echoes from Dealey Plaza〉. 《The Kennedy Half-Century: The Presidency, Assassination, and Lasting Legacy of John F. Kennedy》. New York: Bloomsbury (2013에 출판됨). 154쪽. ISBN 978-1-62040-282-5.